# Косола, Вихтори
Вихтори Косола (фин. Vihtori Kosola, 10 июля 1884 — 14 декабря 1936, Лапуа, Финляндия) — финский политический деятель, основатель и руководитель Лапуаского движения, затем председатель Патриотического народного движения.

## Биография

### Ранние годы
Вихтори Косола родился 28 июля 1884 года в небольшом городке Юлихярмя. Его родителями были Ийсакки Косола и Мария Филппула. Вскоре после его рождения их дом в Юляхярмя сгорел, и семья перебралась в Лапуа. Детство и юность Косола прошли в среде фермеров. Отец Вихтори умер, когда ему было 15 лет, и с тех пор хозяйство было полностью на его плечах.

### В годы Первой мировой и Гражданской войн
С осени 1915 года дом семьи Косола в Лапуа, представлявший собой трактир, использовался в качестве тайного пункта по переправке участников егерского движения в Германию. Через дом Косола прошло тогда порядка 250 егерей, в их числе был и младший брат Вихтори Косола — Вилле Косола.
Когда об этом стало известно царским жандармам, Вихтори Косола был арестован и отправлен в Хельсинки. Позже он был переправлен в Петроград в тюрьму на Шпалерной. Его жену Элин заключили в тюрьму в Вааса, однако вскоре отпустили домой под поручительство родственников и под подписку о невыезде.
Вихтори Косола находился в тюрьме с февраля 1916 г. до февральской революции 1917 г. После освобождения он вернулся в Лапуа к своему хозяйству. Позже он освоился со всеми особенностями ведения сельского хозяйства, пополнив навыки в сельскохозяйственном училище Орисберга.
Когда в январе 1918 г. началась Гражданская война, он принимал в ней участие с самого начала, командуя взводом в провинции Тавастия. Также он принимал участие в занятиях и деятельности «пожарной команды» Лапуа, которая стала предшественницей шюцкора.

### После Гражданской войны
После завершения Гражданской войны Косола вернулся к сельскому хозяйству. Однако политическая ситуация, сложившаяся в стране в 1920-е годы, беспокоила его. Представители радикальных левых сил организовывали политические забастовки в портах, целью которых было вызвать застой во внешней торговле страны и тем самым подорвать её экономику. Для уменьшения ущерба от этих забастовок была основана организация «Экспортный мир», и Косола возглавил окружную организацию Южной Остроботнии. В своей родной местности он вербовал рабочих на бастующие предприятия, что позволило не нарушить основные экономические функции страны. При необходимости, он сам отправлялся на те объекты, где требовалась рабочая сила.

### Лапуаское движение
В ноябре 1929 г. в Лапуа силами главным образом учеников общей школы было прервано собрание коммунистов. Некоторые местные жители стали обсуждать возможности дальнейших действий. Косола придерживался мнения, что этим надо ограничиться, поскольку возможный общественный резонанс может принести школьникам одни лишь неприятности. Эту же позицию занял и губернатор Вааса Бруно Сарлин, заявивший, что коммунисты уже получили предупреждение. Противоположную позицию занимала магистр Хилья Рийпинен, считавшая, что начало «большого дела» уже положено и останавливаться на этом не стоит. Крестьянин Густав Тииту занял промежуточную позицию и предложил провести в Лапуа общее собрание граждан. Так и решено было сделать. На этом так называемом первом собрании в Лапуа Косола выступил с докладом о сложившемся положении. Была избрана делегация, которая должна была встретиться в Хельсинки с президентом, правительством и парламентскими группами. В состав этой делегации, как и последующих делегаций, в качестве представителей Лапуа входили Вихтори Косола и Хилья Рийпинен. Они также участвовали во всех значительных собраниях, проводившихся в Лапуа.
Поначалу Косола, наряду с Густавом Тииту и Арттури Лейноненом, входил в группу наиболее умеренных участников движения. Однако с течением времени он, вероятно, под влиянием Рийпинен, стал всё более склоняться в сторону радикальной линии. В организации появились оперативно-штурмовые подразделения, совершавшие нападения и похищения политических противников. После разгрома типографии рабочей газеты «Рабочий голос» сторонники умеренного крыла начали постепенно отходить от движения. С другой стороны, усилилось влияние таких деятелей, как Арттури Вуоримаа, Кости-Пааво Ээролайнен, Арви Калста — ультраправых сторонников прямого действия и политического насилия.
7 июля 1930 года был организован «Крестьянский марш». Высшее политическое руководство страны вынуждено было учитывать требования движения, которое получило широкую поддержку в обществе: правительство ушло в отставку, пришедший на смену кабинет в значительно большей степени устраивал народное движение.
Радикальное крыло Лапуаского движения всерьёз хотело видеть Косола будущим главой государства. Настоятель церкви К. Р. Карес провозгласил его Богоизбранным вождём народа Финляндии. Появились даже слухи о возможной диктатуре, поводом для которых послужило то, что в кругах лапуасцев Косола всё чаще сравнивали с Бенито Муссолини, который в своё время тоже промаршировал во главе единомышленников в столицу.
Лапуасцы могли бы иметь своих представителей в правительстве, но они отказались стать его «заложниками». Однако новое правительство вскоре также оказалось под влиянием лапуасцев. Парламент принял к обсуждению законы о коммунистах, о чём требовало движение. С целью их быстрейшего принятия парламент был распущен, а новые выборы назначены на осень 1930 г. Вскоре парламент принял законы, запрещавшие деятельность коммунистов. После этого в широких кругах интерес к движению начал падать, и его сила стала постепенно сходить на нет.
В новом парламенте сторонников движения было совсем немного.
В своём новогоднем выступлении 1931 года президент Л. К. Реландер призвал обратить внимание на беззакония и беспорядки, вызванные движением. Последней победой движения стала победа на президентских выборах П. Э. Свинхувуда. Хотя и она была довольно призрачной, поскольку на деле новый президент оказался не настолько пролапуаским, насколько рассчитывало движение.
Мятеж в Мянтсяля в начале 1932 г. положил конец Лапуаскому движению. После провала мятежа, в соответствии с требованием Свинхувуда, Косола вместе с другими лидерами движения был арестован и отправлен в Туркускую тюрьму.

### Патриотическое народное движение
После запрета Лапуаского движения началось обсуждение вопроса о возможности его продолжения в новых формах. В конце концов, это привело к образованию партии Патриотическое народное движение (IKL), заявившей о своем намерении продолжать политику Лапуаского движения парламентскими методами.
Лидером нового движения формально стал Вихтори Косола. Впрочем, на деле руководителями IKL являлись Вилхо Аннала и Бруно Салмиала, которые относились к Косола с недоверием, из-за прошлого и сложившегося имиджа. Да и характер нового движения в корне отличался от Лапуаского. Вместо крестьянского движения, ориентирующегося на внепарламентские методы и объединившегося ради достижения одной цели, речь шла о партии с академической прослойкой, заявляющей о парламентской борьбе и имеющей программу. Возглавляемое Косола Лапуаское движение действовало от имени крестьянства и буржуазии, тогда как новая партия отрицала свою буржуазную природу, пытаясь найти сторонников
среди бывших противников.
В 1936 г. Вильхо Аннала и Бруно Сальмиала решили взять в свои руки формальное руководство партией. На заседании совещательной комиссии было решено избрать председателем Вильхо Аннала. Это нанесло решающий удар по политической карьере Косола. Оказавшись отстранённым с поста председателя ИКЛ, он вернулся домой со словами: «Срок действия билета истёк». Два месяца спустя он умер от воспаления лёгких. О его отставке не было официально объявлено до его смерти, поэтому участь руководства ИКЛ была существенно облегчена неожиданной кончиной Косола.

## Политика Косолы-младшего
Сын Вихтори Косолы — Нийло Косола — состоявший при отце в Лапуаском движении и IKL, в 1951—1970 являлся видным консервативным политиком, депутатом парламента от партии Национальная коалиция, министром сельского хозяйства в 1958—1959.

## Комментарии
1. ↑  В некоторых источниках в качестве дня рождения указывается 28 июля 1884 года.